# カリフォルニア・ピザ

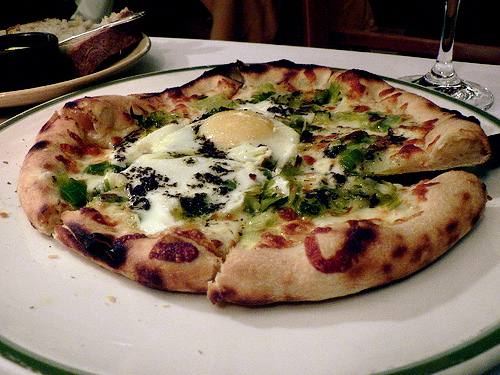
シェパニーズ・カフェの卵をトッピングしたピザ

カリフォルニア・ピザ（英：California-style pizza、California pizza）は、ニューヨークとイタリアの薄焼き生地に、カリフォルニア料理のトッピングを組み合わせたピザ料理である。その発祥は一般に、カリフォルニア州バークレーのエド・ラドゥーとシェパニースのものとされている。ラドゥーと出会ったウルフギャング・パックは、このスタイルのピザを全米に広め、多くのカリフォルニア料理店で提供されている。カリフォルニア・ピザ・キッチン、ラウンドテーブル・ピザ、エクストリーム・ピザ、サミーズ・ウッドファイアード・ピザなどのレストランチェーン店が、カリフォルニア・ピザの4大フランチャイズである。

## 歴史
カリフォルニア・ピザは、1980年、当時サンフランシスコのプレゴでピザシェフをしていた「ピザ王子」と呼ばれるエド・ラドゥーと、カリフォルニア州バークレーにあるシェパニーズ・カフェでアリス・ウォーターズの下で働くピザシェフによってほぼ同時に発明された。
プレゴはイタリア風の薄焼きピザを専門としていたが、シェフはラドゥーに、生ハム、ゴートチーズ、トリュフなどを薪窯で焼く実験をして、その結果をゲストに送るように勧めた。あるテーブルでは、マスタード、リコッタ、パテ、赤唐辛子を使ったメニューにないものを出したら、その相手がシェフのウルフギャング・パックであった。ウルフギャング・パックは、1980年から1981年にかけて、後に彼を有名にするレストラン・スパーゴをウエスト・ハリウッドに開店する準備をしていた。当初はピッツェリアとされていたが、スパーゴはシェパニース・カフェをモデルにしていた。パックはラドゥーのピザに感動し、ラドゥーをピザシェフ長として雇うことにした。パックの指導の下、ラドゥーはホタテ、卵、ズッキーニの花などの食材を使った250以上のピザのコンセプトを開発した。
パックとラドゥーが作ったピザの中では、ピザ生地を焼いてからスモークサーモン、生クリーム、ケッパー、ディルをのせた「ジューイッシュ・ピザ」が有名である。また、オリーブ・オイル、ベビー・ベジタブル、チリ・オイル、香味生地を使ったピザもある。
1985年、ラドゥーは、2人の弁護士・リチャード・ローゼンフィールドとラリー・フラックスが立ち上げようとしていたカリフォルニア・ピザ・キッチンを支援し、大切に保存していたレシピをスパーゴから持ってきた。